# Анімас

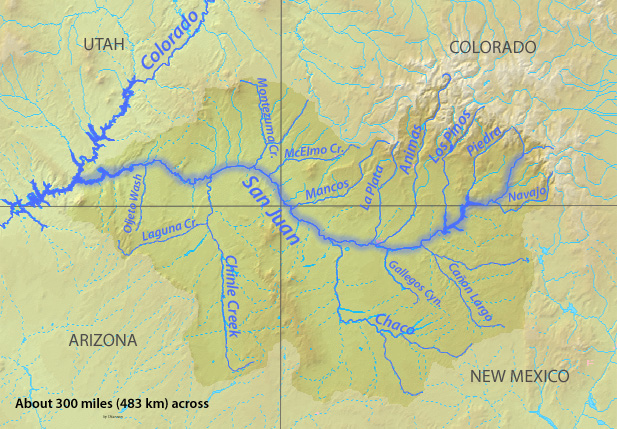
Анімас на схемі басейну річки Сан-Хуан

Анімас (англ. Animas River ) - річка в США на південному заході штату Колорадо і північному заході штату Нью-Мексико . Правий приплив річки Сан-Хуан, яка у свою чергу є притокою річки Колорадо . Довжина складає близько 203 км .
Анімас бере початок у районі гірського хребта Сан-Хуан, як злиття верховин Уест-Форк та Норт-Форк поблизу міста-примари Анімас-Форкс. Тече на південь через місто-привид Евріка та місто Сільвертон, де річка входить у каньйон. Далі протікає через містечко Дуранго, перетинає кордон із Нью-Мексико, протікає через місто Ацтек і впадає у річку Сан-Хуан у місті Фармінгтон .
Єдиним великим припливом є річка Флорида . Анімас є популярним місцем риболовлі.
На початку серпня 2015 року сталася екологічна катастрофа, коли співробітники Агентства з охорони навколишнього середовища США випадково злили в річку понад чотири мільйони літрів токсичних речовин під час робіт з очищення золотодобувної шахти  .